# Inetd

inetd (internet service daemon)는 유닉스 시스템에서 돌아가는 슈퍼 서버 데몬으로서 인터넷 서비스들을 제공한다. 각 설정된 서비스들을 위해서, 이것은 연결된 클라이언트들로부터 요청을 리슨한다. 요청들은 적절한 실행 파일을 실행시키는 과정을 통해 서비스되지만 echo 같은 간단한 것들은 inetd 스스로 처리한다. 요청에 따라 실행되는 외부 실행 파일들은 단일 또는 다중 스레드일 수 있다. 처음 4.3BSD에서 공개되었으며 일반적으로 /usr/sbin/inetd에 위치한다.

## 기능
종종 슈퍼 서버로 불리는 inetd는 FTP, POP3 그리고 텔넷 등의 서비스들에서 사용하는 포트들을 리슨한다. TCP 패킷 또는 UDP 패킷이 특정한 목적 포트 번호로 도착하면 inetd는 적절한 서버 프로그램을 실행해서 연결을 처리하게 한다. 고하중으로 실행되도록 설계되지 않은 서비스들의 경우에 이 방식이 매우 효율적인게 특정한 서버를 오직 필요할 때만 실행시킬 수 있기 때문이다. 게다가 inetd가 생성한 프로세스의 stdin, stdout 그리고 stderr을 직접 후킹하므로 서비스 프로그램들에서 네트워크 코드가 필요치 않다. 빈번한 트래픽이 발생하는 HTTP나 POP3 서버의 경우에는 트래픽을 직접 받는 것이 더 선호된다.

## 설치
서비스되는 서비스들의 목록은 보통 /etc/inetd.conf 설정 파일에 기록된다. 데몬은 설정을 다시 읽기 위해 신호를 필요로 할 수 있다. 아래는 텔넷의 설정이다.
```
telnet  stream  tcp6    nowait  root    /usr/sbin/telnetd      telnetd -a
```

telnet은 서비스의 공식 이름이다. /etc/services에서 확인할 수 있다.
```
telnet          23/tcp
```

두번째와 세번째는 각각 소켓의 종류와 프로토콜이다. /etc/protocols 데이터베이스에서 확인할 수 있다.
네번째는 wait/nowait 스위치이다. 단일 스레드 서버는 inetd가 자신이 모든 데이터를 읽을 때까지 기다려줄 것으로 예상한다. 그외에는 inetd는 서버가 새로운 요청에 대한 새로 생성한 프로세스를 실행하도록 한다.
다섯번째는 사용자 이름으로서 /etc/passwd에서 확인한다. 이것은 서비스 프로그램이 실행되는 이름이다.
마지막으로 외부 프로그램에 주어진 경로와 인자이다. 일반적으로 첫 번째 인자는 프로그램 이름이다. 예를 들면 inetd는 프로그램 /usr/sbin/telnetd를 명령 줄 인자 telnetd -a로 실행한다. inetd는 서버 프로그램의 stdin, stdout 그리고 stderr에 대한 소켓을 자동으로 후킹한다.
일반적으로 TCP 소켓들은 각 연결을 동시에 다루기 위해 분리된 서버를 생성하는 형식으로 다뤄진다. UDP 소켓들은 일반적으로 단일 서버가 포트의 모든 패킷을 다룬다.
echo 같은 간단한 서비스들은 inetd에 의해 직접적으로 다뤄지며, 외부 서버를 생성하지 않는다.

## inetd 서비스 생성
이것은 C로 쓰여진 간단한 inetd 서비스이다. 이것은 로그 파일을 위한 파일 이름이 포함된 명령 줄 인자를 기대한다. 그리고 소켓을 통해 보내진 모든 문자열들을 이 로그 파일에 기록한다. 
```
#include
 
<stdio.h>

#include
 
<stdlib.h>

int
 
main
(
int
 
argc
,
 
char
 
**
argv
)

{

  
const
 
char
 
*
fn
 
=
 
argv
[
1
];

  
FILE
 
*
fp
 
=
 
fopen
(
fn
,
 
"a+"
);

  
if
(
fp
 
==
 
NULL
)

    
exit
(
EXIT_FAILURE
);

  
char
 
str
[
4096
];

  
//inetd passes its information to us in stdin.

  
while
(
fgets
(
str
,
 
sizeof
(
str
),
 
stdin
))
 
{

    
fputs
(
str
,
 
fp
);

    
fflush
(
fp
);

  
}

  
fclose
(
fp
);

  
return
 
0
;

}

```

이 예제는 stdio 함수를 사용하며 stdin으로 들어오는 네트워크 트래픽에 반응한다. 이 경우에 우리는 요청된 서비스에 대해서 한 서비스만 돌아가고, 모든 메시지들이 단일 파일에 기록되기를 원한다. 이것은 UDP를 사용하는게 좋다는 것이다. 첫째로, 사용되지 않는 포트 번호가 선택되어야 한다. 여기서는 9999가 사용되었다.  /etc/services 엔트리는 다음과 같다.
```
errorLogger 9999/udp
```

그리고 /etc/inetd.conf에서의 엔트리는 다음과 같다.
```
errorLogger dgram udp wait root /usr/local/bin/errlogd errlogd /tmp/logfile.txt
```

이것은 inetd에게 /usr/local/bin/errlogd 프로그램을 실행하도록  errlogd /tmp/logfile.txt와 같이 말한다. 파일 이름을 포함한 첫 번째 인자는 로그 파일로 사용된다. (/tmp/logfile.txt) inetd는 필요할 때 서비스를 실행시키고, 포트 9999를 입출력 스트림에 붙일 것이다. 그리고 포트에 보내진 모든 문자열들은 이 파일에 저장된다. wait를 명시하면서, 이것은 inetd에게 모든 요청을 다룰 때 오직 서버의 한 인스턴스만 사용하도록 한다.

## inetd 대체
최근에 원래 버전의 보안 한계 때문에 xinetd, rlinetd, ucspi-tcp, 그리고 다른 많은 시스템들로 대체되었다. 리눅스와 Mac OS X는 xinetd를 사용한다.
inetd에 의해 제공되는 서비스들은 전체적으로 생략되었다. 이것은 기계들이 점점 단일 기능에 전념하게 되었기 때문이다. 예를 들면 HTTP 서버는 단지 httpd를 돌리기 위해 설정되었고, 다른 포트를 열어놓지 않는다. 방화벽도 전용 기계로서 다른 서비스들을 사용하지 않는다.

## 보안 문제
inetd의 서비스 디스패처로서의 개념이 본질적으로 불안정하지는 않지만, inetd가 제공하는 서비스들의 긴 목록은 컴퓨터 보안 전문가들이 사용을 그만두게 만들었다. 익스플로잇 가능한 결함이나 서비스의 남용에 대한 가능성을 고려해야 하기 때문이다. 현재의 리눅스 배포판에서는 거의 쓰이지 않고 있다.

## 같이 보기
- TCP 래퍼
- xinetd
- TCP/UDP의 포트 목록
- Svchost.exe